# Ано & Неп
Ано & Неп (скраћено од „Анонимни и Непознати“) су били београдски ауторски стрип дуо из осамдесетих година 20. века. Чинили су га Јован Николић (цртеж) и Војислав Псончак (сценарио).
Најпознатији су по стриповима „Љубав & смрт“ и Waska Kanaka, који су излазили у Ју стрип магазину (Дечје новине, Горњи Милановац), а које је у облику албума прештампала издавачка кућа „Кондор“, Јакима Пушкаша, из Липовљана 1990.